# Белонемухин
Белонемухин — упразднённый хутор в Серафимовичском районе Волгоградской области России. Входил в состав Среднецарицынского сельсовета. Исключен из учётных данных в 2002 году.

## География
Хутор располагался в верховье реки Белая Немуха (приток Дона), на расстоянии примерно 11 км по прямой юго-западнее станицы Распопинская.

## История
Постановлением Волгоградской областной думы от 13 июня 2002 года № 9/276 хутор исключен из учётных данных.